# Wee1

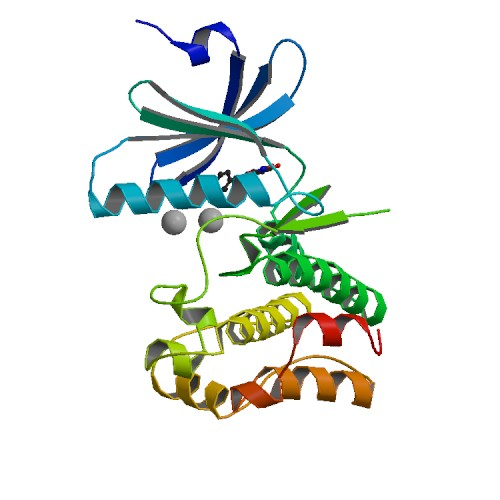
Lidská Wee1

Wee1 je eukaryotická proteinkináza, která se podílí na řízení buněčného cyklu. U kvasinky S. pombe fosforyluje tyrosin v proteinu cdc2, u lidí je schopná na odpovídajícím proteinu (Cdk1) fosforylovat i threonin. Kinázová aktivita se soustřeďuje do střechy aktivního místa zmíněných enzymů.
Wee1 působí na cyklin-dependentní kinázu Cdk1 inhibičně a kvasinky s nadměrným množstvím Wee1 mají opožděný přechod z G2 fáze do mitózy. Naopak buňky s vyřazeným Wee1 vstupují do mitózy předčasně, když jsou ještě příliš malé. Znamená to, že při poklesu aktivity Wee1 v buňce dochází k aktivaci M-cyklin/CDK komplexů a k vstupu do mitózy. Zcela opačně působí fosfatázy Cdc25.